# Jevnaker
Jevnaker é uma comuna da Noruega, com 225 km² de área e 6 334 habitantes (censo de 2004).